# Verwaltungsgericht der Internationalen Arbeitsorganisation

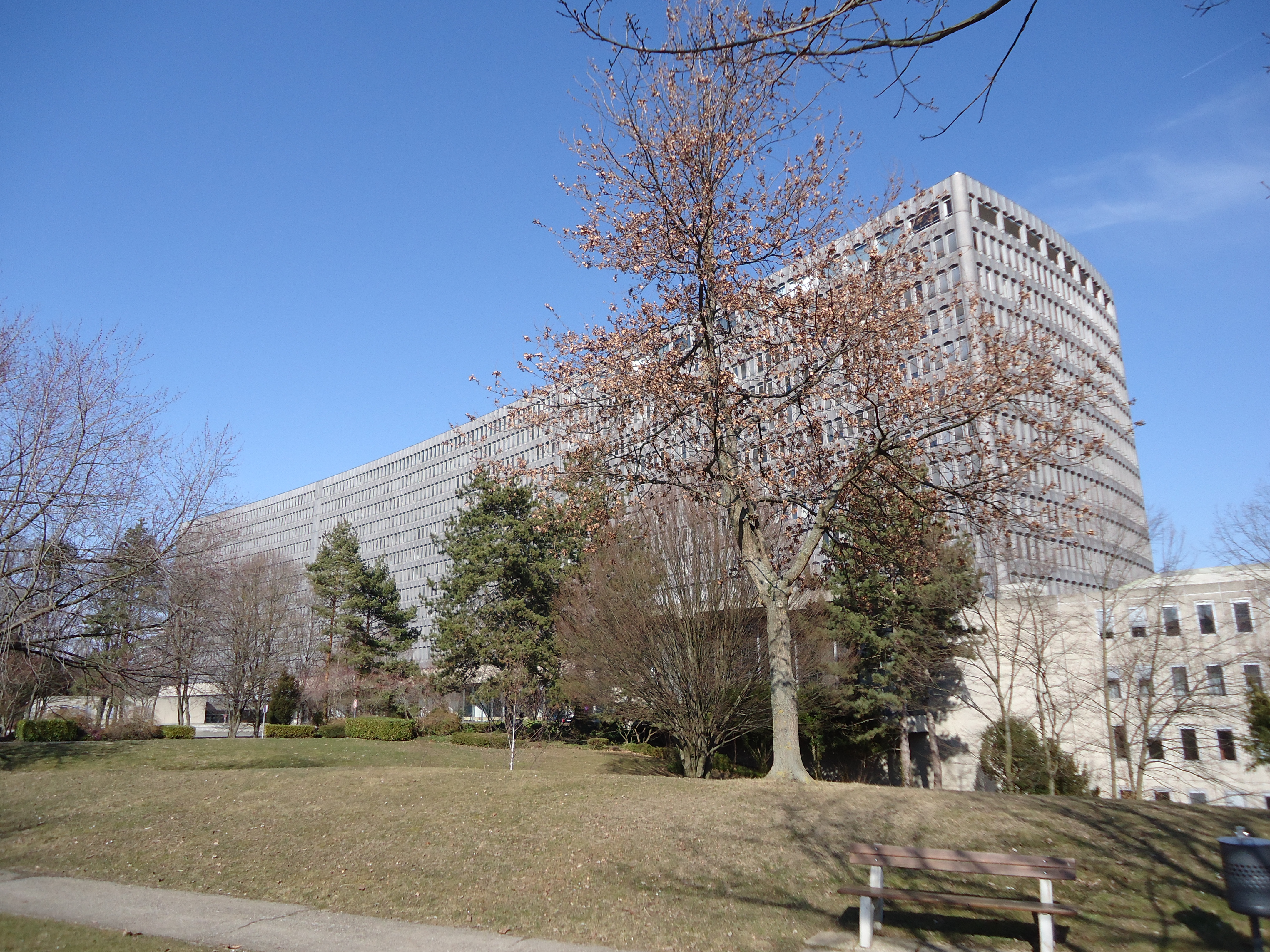
Der Sitz der ILO in Genf, Tagungsort des Gerichts

Das Verwaltungsgericht der Internationalen Arbeitsorganisation (englisch ILO Administrative Tribunal, ILOAT; französisch Tribunal administratif de l’OIT, TAOIT) ist ein internationales Gericht mit Sitz in der Schweizer Stadt Genf, das für die dienstrechtlichen Belange der Mitarbeiter von mehr als 50 internationalen Organisationen zuständig ist. Es entstand im Oktober 1946 aus dem seit 1927 bestehenden Verwaltungsgericht des Völkerbundes und besteht aus sieben Richtern, die gegenwärtig im Frühjahr und Herbst jeden Jahres für drei Wochen tagen. Die Entscheidungen des Gerichts, das nur auf Initiative der betroffenen Mitarbeiter aktiv wird, sind im Regelfall endgültig.

## Geschichte
Das Verwaltungsgericht der Internationalen Arbeitsorganisation geht zurück auf das am 26. September 1927 entstandene Verwaltungsgericht des Völkerbundes, das zugleich für die Internationale Arbeitsorganisation (ILO) zuständig war. Mit der Auflösung des Völkerbundes nach dem Ende des Zweiten Weltkrieges und der Umwandlung der ILO in eine Sonderorganisation der neu gegründeten Vereinten Nationen (UN) wurde das Gericht ab Oktober 1946 als Verwaltungsgericht der ILO weitergeführt, womit es seine heutige Bezeichnung erhielt. Die zu diesem Zeitpunkt am Verwaltungsgericht des Völkerbundes amtierenden Richter wurden übernommen. Im späteren Verlauf wirkten unter anderem Georges Scelle aus Frankreich und Hubert Armbruster aus Deutschland als Richter am Gericht.
Der Aufgabenbereich des Gerichts, der ab 1946 zunächst auf die ILO selbst beschränkt war, wurde 1949 durch eine entsprechende Änderung des Statuts erweitert um Organisationen, die mit Zustimmung des ILO-Verwaltungsrates die Zuständigkeit des Gerichts anerkennen. Die erste Organisation, die dies tat, war im gleichen Jahr die WHO, 1953 folgten die ITU, die UNESCO, die WMO und die FAO. Es gab mehrfach Bestrebungen, so 1978 auf Initiative der UN-Generalversammlung, das Gericht mit dem seit 1949 bestehenden Verwaltungsgericht der Vereinten Nationen zusammenzulegen. Entsprechende Pläne wurden jedoch nicht umgesetzt, vielmehr entstanden im System der UN-Sonderorganisationen weitere separate Gerichte mit vergleichbaren Aufgaben, so beispielsweise  1980 das Verwaltungsgericht der Weltbank und 1994 das Verwaltungsgericht des Internationalen Währungsfonds.

## Zuständigkeit und Rechtsgrundlagen
Das Verwaltungsgericht der Internationalen Arbeitsorganisation ist zuständig für die dienstrechtlichen Belange der Mitarbeiter von mehr als 50 internationalen Organisationen, welche die Zuständigkeit des Gerichts anerkannt haben. Hierzu zählen unter anderem die Mehrzahl der UN-Sonderorganisationen, die internationale kriminalpolizeiliche Organisation Interpol, verschiedene europäische Organisationen wie die EFTA, die Europäische Patentorganisation und Eurocontrol, internationale Großforschungseinrichtungen wie das CERN, das ITER-Projekt, die Europäische Südsternwarte und das EMBL sowie mit dem Internationalen Strafgerichtshof und dem EFTA-Gerichtshof zwei andere internationale Gerichte. Es ist damit zuständig für die dienstrechtlichen Angelegenheiten von mehr als 45.000 Arbeitnehmern.
Die Rechtsgrundlagen des Gerichts sind das 1946 von der Internationalen Arbeitskonferenz verabschiedete und zuletzt 2008 geänderte Statut sowie die 1993 vom Gericht beschlossenen Verfahrensregeln in der Fassung von 2011. Wichtige allgemeine Grundsätze, welche die Richter bei der Bewertung eines Falls berücksichtigen, sind insbesondere das Naturrecht, das Gebot der Rechtssicherheit sowie die sich aus dem Völkerrecht ergebenden Kernnormen der ILO, zu denen unter anderem die Chancengleichheit, der Gleichbehandlungsgrundsatz, das Diskriminierungsverbot und die Vereinigungsfreiheit zählen. Obwohl das Gericht an kein bestimmtes Rechtssystem gebunden ist, haben sowohl die Prinzipien des französischen Verwaltungsrechts als auch des Common Law seine Rechtsprechung und die Formulierung seiner Entscheidungen stark beeinflusst.

## Organisation und Arbeitsweise
Das Gericht besteht entsprechend Artikel III seines Statuts aus sieben Richtern, die alle aus verschiedenen Ländern stammen und durch die Internationale Arbeitskonferenz auf Vorschlag des Verwaltungsrates der ILO für eine Amtszeit von drei Jahren ernannt werden. An einem Verfahren nehmen in der Regel drei, in Ausnahmefällen fünf oder alle sieben, der Richter teil. Für die Entscheidungen ist die Stimmenmehrheit der beteiligten Richter notwendig. Die Australierin Mary Gaudron war im Jahr 2011 Präsidentin des Gremiums, 2012 ist es Seydou Ba aus dem Senegal.
Verfahren vor dem Gericht kommen nur auf Initiative der Mitarbeiter der betroffenen Organisationen zustande, eine Klage einer Organisation gegen einen Mitarbeiter ist vor dem Gericht nicht möglich. Voraussetzung für die Anrufung des Gerichts ist im Regelfall die Ausschöpfung der internen Einspruchs- und Klärungsmöglichkeiten der jeweiligen Organisation, einschließlich Schlichtungs-, Mediations- und Ombudsmannsverfahren. Für die Abwicklung des Schriftverkehrs und andere Verwaltungsaufgaben besteht eine Registratur, deren leitender Registrar von der ILO ernannt wird. Amtssprachen sind Englisch und Französisch. 

## Entscheidungen
Das Verwaltungsgericht der Internationalen Arbeitsorganisation erlässt während seiner Tagungen, die gemäß Artikel 3 der Verfahrensregeln je nach Auslastung abzuhalten sind und gegenwärtig im Frühjahr und im Herbst jeden Jahres für eine Zeit von drei Wochen im Sitz der ILO in Genf stattfinden, derzeit jeweils rund 50 Entscheidungen. Im Lauf seiner Geschichte hat das Gericht insgesamt mehr als 2.800 Fälle entschieden. Die Veröffentlichung der Entscheidungen erfolgte vor 1978 als Serie C des Official Bulletin der ILO und seitdem in der Reihe Judgments of the Administrative Tribunal of the International Labour Organisation.
Die Entscheidungen des Gerichts sind in der Regel endgültig. Bei Zweifeln an der Zuständigkeit oder der Annahme eines wesentlichen Verfahrensfehlers kann jedoch der Verwaltungsrat der jeweiligen Organisation entsprechend Artikel XII des Statuts des Gerichts ein Gutachten des Internationalen Gerichtshofs anfordern. Ein solches Gutachten kam 1956 aufgrund der Anfechtung verschiedener Entscheidungen des Gerichts durch die UNESCO zustande.